# Olinto Marella
Olinto Giuseppe Marella (Pellestrina, 14 de junio de 1882-San Lazzaro di Savena, 6 de septiembre de 1969) fue un sacerdote católico italiano que ejerció su servicio pastoral en la arquidiócesis de Bolonia. Marella fue compañero de clase del futuro papa Juan XXIII en Roma y el pontífice lo tenía en alta estima y apoyaba sus iniciativas pastorales.
Fue proclamado venerable el 27 de marzo de 2013 por el papa Francisco, que reconoció que había vivido una vida de virtud heroica. El 28 de noviembre de 2019 el propio Francisco confirmó un milagro atribuido a su intercesión, lo que permitió su beatificación en Bolonia el 4 de octubre de 2020.

## Biografía
Nació el 14 de junio de 1882 en la isla italiana de Pellestrina, fue uno de los tres hijos de Luigi Marella y Carolina de' Bei. Su padre murió en 1892, cuando él tenía diez años en 1892, y su hermano Ugo murió en 1902. Su otro hermano se llamaba Tullio. Su tío, el arzobispo Giuseppe Marella, se encargó de su educación desde pequeño.
Estudió en un seminario de Roma, donde fue compañero de clase de Angelo Giuseppe Roncalli, el futuro papa Juan XXIII. El cardenal Aristide Cavallari lo ordenó sacerdote el 17 de diciembre de 1904 y le destinó a dar clases en los seminarios de Chioggia. Enseñó humanidades y diversos estudios filosóficos y teológicos. En 1909 sus funciones como sacerdote fueron suspendidas tras admitir la entrada en su casa a Romolo Murri –que había sido excomulgado ese mismo año–. Él no protestó la decisión. En 1925 fue rehabilitado por el cardenal Giovanni Battista Nasalli Rocca di Corneliano.
Trabajó con los pobres de Bolonia y reunió fondos destinados para refugios y capillas. Marella se sentaba en un taburete al costado de la calle y predicaba a quienes acudían a él para escucharlo. Algunos otros sacerdotes objetaron su trabajo por ser demasiado evangélico, pero eso no importó porque contaba con el apoyo de Juan XXIII, que consideraba a Marella un "querido amigo". Marella también intentó estimular los principios innovadores de León XIII y su encílica Rerum novarum.

## Beatificación
El proceso de canonización comenzó el 20 de octubre de 1995 con la declaración del nihil obstat (nada en contra) por parte de Juan Pablo II. El proceso se abrió en Bolonia el 8 de septiembre de 1996 y permaneció abierto hasta el 17 de diciembre de 2005, siendo ratificado en 2007. La documentación fue recopilada en lo que se conoció como positio –dos volúmenes sobre su vida y sus virtudes heroicas– y presentada a la Congregación para las Causas de los Santos en 2008.
El papa Francisco reivindicó su vida de virtudes heroicas y lo proclamó venerable el 27 de marzo de 2013.
Se investigó un supuesto milagro atribuido a su intercesión y el proceso fue ratificado el 30 de octubre de 2009. El 10 de enero de 2019 la junta médica de Roma confirmó la naturaleza milagrosa de la curación. Los teólogos también confirmaron la curación el 4 de junio de 2019. El papa Francisco aprobó el milagro el 28 de noviembre de 2019 que permitió que Marella fuera beatificado en Bolonia el 4 de octubre de 2020; el cardenal Matteo Zuppi presidió la celebración en nombre del papa.